# ینگی کهریز
ینگی کهریز، روستایی از توابع بخش رامند شهرستان بوئین‌زهرا در استان قزوین ایران است.

## جغرافیا
روستای ینگی‌کهریز یکی از روستاهای بخش رامند در شهرستان بوئین‌زهرا است که در قسمت جنوبی استان قزوین قرار گرفته‌است. فاصله ینگی کهریز تا تهران ۱۸۵ کیلومتر، تا قزوین ۹۳ کیلومتر، تا بوئین زهرا ۵۳ کیلومتر و تا دانسفهان ۲۳ کیلومتر است. ینگی‌کهریز در ارتفاع ۱۵۸۳ متری از سطح آبهای آزاد واقع شده و دارای آب و هوای سرد و خشک است. زمین‌های اطراف ینگی کهریز از چمنزار تشکیل شده و بلندترین نقطه نزدیک به آن کوه رامند به ارتفاع ۲۵۵۵ متر است. از روستاهای نزدیک به ینگی کهریز می‌توان به چسگین، چنار سفلی، یزن، سنجدر، بندسر، قشلاق چرخلو و نوده نام برد.

## جمعیت
این روستا در دهستان ابراهیم‌آباد قرار دارد و براساس سرشماری مرکز آمار ایران در سال ۱۳۸۵، جمعیت آن ۱۷۳ نفر (۴۸خانوار) بوده‌است. طبق آمار غیررسمی جمعیت روستای ینگی کهریز حدود ۲۳۰ نفر است. طبق آمارگیری سال ۱۳۹۵ جمعیت ینگی کهریز ۲۱۳ نفر در قالب ۶۴ خانوار بوده‌است.مردم روستا مانند روستاهای اطراف به زبان ترکی آذربایجانی صحبت می‌کنند. ینگی کهریز به معنی قنات (جوی) جدید می‌باشد.

## اقتصاد
اهالی ینگی کهریز به کشاورزی، دامداری و باغداری مشغولند. سیب گلاب زودرس و دیررس، هلو، شلیل، شبرنگ، سیب گالا و سیب لبنانی و انگور از جمله محصولات درختی روستا هستند. در این روستا همچنین کشت محصولات گوجه فرنگی، گندم و حبوبات نیز رواج دارد، به طوری که روستای ینگی کهریز صاحب بیش از هزار هکتار اراضی کشاورزی دیم و آبی می‌باشد.